# FEFUオープン大学
FEFUオープン大学（FEFUおーぷんだいがく、英語: FENU Open University、公用語表記: Откры́тый университе́т ДВФУ）は、ロシア、ウラジオストクに本部を置くロシアの分科大学。2001年創立、2001年大学設置。

## 概要
極東連邦大学の分科大学であり、2001年に創設された、ロシア初のオンライン教育（e-ラーニング）による通信制大学である。
入学試験はなく、またいつでも入学でき、パーソナルコンピュータとインターネット接続環境が備わっていて、ロシア語さえ理解できれば国籍に関係なく誰でも問題なく学ぶことができる。
入学するには、まず、学びたい専攻を選び、フォームに情報を入力し、送信する。そして、その後書類を提出する。入学時に提出する書類は、高等学校の卒業証明書（大学に在学していた者は卒業証明書または在籍証明書と単位取得証明書）、パスポートのコピー、写真6枚（縦4cm横3cm）、支払いの領収書、銀行口座の取引履歴明細書、個人カード、契約書（領収書、個人カード、契約書のフォームは電子的に送られてくる）である。
日本の通信教育課程のようにスクーリングに出席する必要はなく、単位修得試験もオンラインを介して行われるため、在学中にウラジオストクまで出向くことは無い。教科書は電子化されており、CD-ROMまたはウェブページとなっている。
学費はコースによりまちまちであるが、海外の人間は一年につき2000ドル（約20万円）～3200ドル（約32万円）と比較的低廉な学費であり、学びやすい。
卒業までの期間は標準で5年程度かかる専攻が多い。

## コース

### 高等教育1
- 応用科学 - ビジネス情報とコンピュータデザイン
- 金融と信用 - 銀行業務
- 会計、分析と検査
- 心理学と社会福祉の能力 - 心理学
- 応用科学 - 経営事務所の情報システム
- 金融と信用 - 金融マネジメント
- 税金と課税
- 組織マネジメント - 社会マネジメント
- 人的資源
- 国と地方自治体のマネジメント
- 組織マネジメント - 戦略的マネジメント
- 心理学と社会福祉の能力 - 社会福祉

### 高等教育2
- 応用科学 - デザインにおける応用科学
- 金融と信用 - 金融マネジメント
- 心理学と社会福祉の能力 - 心理学
- 会計、分析と検査
- 金融と信用 - 銀行業務
- 国と地方自治体のマネジメント
- 人的資源
- 組織マネジメント - 社会マネジメント
- 応用科学 - 経営事務所の情報システム
- 税金と課税
- 心理学と社会福祉の能力 - 社会福祉